# Molophilus perluteolus
Molophilus perluteolus är en tvåvingeart som beskrevs av Alexander 1930. Molophilus perluteolus ingår i släktet Molophilus och familjen småharkrankar. Inga underarter finns listade i Catalogue of Life.